# Чичестер, Артур, 1-й барон Чичестер
Артур Чичестер, 1-й барон Чичестер из Каррикфергуса (англ. Arthur Chichester, 1st Baron Chichester; май 1563, Pilton, Девон — 19 февраля [1 марта] 1625, Лондон) — английский администратор и военный, который служил лордом-наместником Ирландии в 1605—1616 годах. С 1596 по 1613 год был известен как Сэр Артур Чичестер. Он сыграл важную роль в основании и расширении Белфаста, современной столицы Северной Ирландии. Несколько улиц названы в честь его самого, его племянника и наследника Артура Чичестера, 1-го графа Донегола, в том числе Чичестер-стрит и прилегающая к ней Донегол-Плейс, где находится мэрия Белфаста.

## Происхождение
Артур Чичестер был вторым сыном сэра Джона Чичестера (1519/1520 — 1569), из поместья Роли, северный Девоншир. Его отец был одним из ведущих дворян Девоншира, военно-морским капитаном, ярым протестантом, который служил шерифом графства Девон в 1550—1551 годах и рыцарем графства Девон в 1547, 1554 и 1563 годах, а также избирался депутатом парламента от Барнстапла в 1559 году. Матерью Артура была Гертруда Куртене, дочь сэра Уильяма III Куртене (1477—1535) «Великого», из Паудерема, Девоншир, потомка в шестом колене Хью Куртене, 2-го графа Девона (умер в 1377 году), депутата парламента от Девона в 1529 году, трижды шерифа Девоншира в 1522, 1525—1526, 1533—1554 годах.

## Карьера
После учёбы в Эксетер-колледже в Оксфорде, пользующемся популярностью у многих девонширцев, Артур Чичестер командовал кораблем HMS Larke в сражении против Испанской армады в 1588 году. В 1595 году он сопровождал сэра Фрэнсиса Дрейка в его последней экспедиции в Америку. Позже, во время Англо-испанской войны, он командовал ротой во время рейда на Кадис в 1596 году, за что был посвящен в рыцари . Год спустя он был с английскими войсками во Франции, сражаясь вместе с королем Генрихом IV против испанцев в Пикардии. Он был ранен в плечо во время осады Амьена в сентябре 1597 года, во время которого город был захвачен у испанцев. Король Франции Генрих IV посвятил его в рыцари за доблесть.

## Ирландия
Его карьера в Ирландии началась, когда в 1598 году Роберт Деверё, 2-й граф Эссекс, назначил его губернатором Каррикфергуса после смерти его брата сэра Джона Чичестера, который был убит в битве при Каррикфергусе в прошлом году. Говорят, что Джон Чичестер был обезглавлен, и его голова использовалась в качестве мяча кланом Макдоннел после их победы. Джеймс Сорли Макдоннелл, командующий войсками клана в битве при Каррикфергусе, был отравлен в замке Данлюс по приказу Роберта Сесила, чтобы успокоить Артура Чичестера.
Во время Девятилетней Войны Артур Чичестер командовал королевскими войсками в Ольстере. Его тактика включала политику выжженной земли. Он окружил войска Хью О’Нила гарнизонами, фактически уморив голодом повстанческие силы графа Тирона. В письме 1600 года Сесилу он заявил, что «миллион мечей не принесет им столько вреда, сколько голод одной зимы». Хотя эта тактика изначально не была разработана Чичестером, он выполнял её безжалостно, приобретая статус ненавистной фигуры среди ирландцев. Ослабление военных позиций Хью О’Нила вынудило его отступить и уничтожить свою столицу в Данганноне.
После подписания Меллифонтского договора Артур Чичестер заменил Чарльза Блаунта, 1-го графа Девоншира, на посту лорда-наместника Ирландии с 3 февраля 1605 года. Год спустя, в 1606 году, он женился на Леттис Перрот, вдове Уолтера Воана из Голден-Гроув, Кармартеншир, и Джона Лэнгхорна из Сент-Брайд, Пембрукшир, дочери сэра Джона Перрота, бывшего лорда-наместника Ирландии.
Лорд-наместник Артур Чичестер считал ирландский католицизм главной угрозой для английской короны. Он руководил широко распространенными гонениями на католиков и приказал казнить двух епископов, включая престарелого и уважаемого Конора О’Девани. Его отношения с традиционно католической знатью Пейла, в частности со сварливым и беспокойным Кристофером Сент-Лоуренсом, 10-м бароном Хаутом, были плохими. В жестокой вражде Хаута с семьями новых английских поселенцев, в частности с Томасом Джонсом, архиепископом Дублинским и его сыном, и виконтом Муром из Дрохеды Артур Чичестер неизменно становился на сторону Хаута, но не мог полностью сломить его влияние, так как он был любимцем нового короля Якова I Стюарта.
После бегства графов в 1607 году Артур Чичестер был ведущей фигурой во время колонизации Ольстера. Первоначально он предполагал, что число шотландских плантаторов будет небольшим, а коренные ирландские землевладельцы получат больше земли. Однако после восстания О’Доэрти в графстве Донегол в 1608 году его планы изменились, и все местные лорды потеряли свои земли. Большая часть земли была передана богатым землевладельцам из Англии и Шотландии. Однако Артур Чичестер успешно провел кампанию по награждению ветеранов Девятилетней Войны землей, финансируемую ливрейными компаниями Лондона.

## Поздняя жизнь
Артур Чичестер сыграл важную роль в основании и расширении Белфаста, современной столицы Северной Ирландии. В 1611 году он построил замок на месте более раннего XII века норманнского Мотт и бейли. В 1613 году ему был присвоен титул «барон Чичестер». Плохое здоровье в 1614 году привело к его отставке, и срок его полномочий закончился в феврале 1616 года. В последние годы своей жизни он построил особняк в Каррикфергусе и служил английским послом в империи Габсбургов.

## Брак и дети
В 1606 году он женился на Леттис Перрот, вдове Уолтера Воана из Голден-Гроув, Кармартеншир, и Джона Лэнгхорна из Сент-Брайд, Пемброкшир, дочери сэра Джона Перрота, бывшего лорда-наместника Ирландии. От неё у него остался единственный сын, который умер младенцем:
- Артур Чичестер (род. 22 сентября — октябрь 1606), который умер младенцем в возрасте одного месяца и был похоронен в Крайст-черче, Дублин, 31 октября 1606 года[8].

## Смерть и преемственность
Артур Чичестер скончался от плеврита в Лондоне в 1625 году и был похоронен семь месяцев спустя в церкви Святого Николая в Каррикфергусе. Баронство Чичестер вымерло после его смерти, но было возрождено в том же году в пользу его младшего брата Эдварда Чичестера, 1-го виконта Чичестера (1568—1648). Старшим сыном и наследником Эдуарда был Артур Чичестер, 1-й граф Донегол (1606—1675).

## Наследие
Влияние семьи в Белфасте всё ещё очевидно. В его честь названы несколько улиц, в том числе Донегол-Плейс, место расположения мэрии Белфаста, и прилегающая Чичестер-стрит.